# Предрезорбційне насичення
Предрезорбці́йне наси́чення (сенсорне, первинне) відчувається до того, як поживні речовини потрапляють кров, виникає в результаті стимуляції нюхових, смакові рецепторів, механорецепторів порожнини рота, глотки, стравоходу, шлунка і дванадцятипалої кишки.
Предрезорбційне насичення називають також, як сенсорне, або первинне.